# سيسيل هارت
سيسيل هارت هو مدير فني كندي، ولد في 28 نوفمبر 1883 في Bedford, Quebec (town) ‏ في كندا، وتوفي في 1 يوليو 1940.